# Salts al Campionat del Món de natació de 2015 – 10 metres plataforma sincronitzat masculí
La prova de 10 metres plataforma sincronitzat masculí es va celebrar el 26 de juliol de 2015 a Kazan, Rússia.

## Resultats
La preliminar es va celebrar a les 10:00 i la final a les 19:30.

   *   Classificades
| Posició | País            | Saltadors                            | Preliminar | Preliminar | Final  | Final   |
| Posició | País            | Saltadors                            | Punts      | Posició    | Punts  | Posició |
| ------- | --------------- | ------------------------------------ | ---------- | ---------- | ------ | ------- |
| 1       | R.P. de la Xina | Chen Aisen Lin Yue                   | 470.13     | 1          | 495.72 | 1       |
| 2       | Mèxic           | Iván García Germán Sánchez           | 419.19     | 5          | 448.89 | 2       |
| 3       | Rússia          | Roman Izmailov Viktor Minibaev       | 443.07     | 3          | 441.33 | 3       |
| 4       | Ucraïna         | Maksym Dolgov Oleksandr Horshkovozov | 419.07     | 6          | 436.50 | 4       |
| 5       | Estats Units    | David Boudia Steele Johnson          | 451.02     | 2          | 436.35 | 5       |
| 6       | Alemanya        | Patrick Hausding Sascha Klein        | 421.92     | 4          | 431.34 | 6       |
| 7       | Corea del Sud   | Kim Yeong-nam Woo Ha-ram             | 417.24     | 7          | 421.80 | 7       |
| 8       | Colòmbia        | Víctor Ortega Juan Ríos              | 409.92     | 8          | 405.03 | 8       |
| 9       | Regne Unit      | James Denny Matthew Lee              | 379.86     | 12         | 396.84 | 9       |
| 10      | Malàisia        | Chew Yiwei Ooi Tze Liang             | 383.40     | 11         | 386.52 | 10      |
| 11      | Corea del Nord  | Hyon Il-myong Kim Sun-bom            | 385.08     | 10         | 378.18 | 11      |
| 12      | Austràlia       | Domonic Bedggood James Connor        | 388.80     | 9          | 375.12 | 12      |
| 13      | Belarús         | Vadim Kaptur Yauheni Karaliou        | 373.92     | 13         |        |         |
| 14      | Canadà          | Philippe Gagné Vincent Riendeau      | 372.78     | 14         |        |         |
| 15      | Cuba            | Jeinkler Aguirre José Guerra         | 367.38     | 15         |        |         |
| 16      | Itàlia          | Francesco Dell'Uomo Maicol Verzotto  | 362.55     | 16         |        |         |
| 17      | Veneçuela       | Óscar Ariza Robert Páez              | 344.70     | 17         |        |         |
| 18      | Noruega         | Filip Devor Daniel Jensen            | 342.87     | 18         |        |         |
| 19      | Brasil          | Jackson Oliveira Isaac Souza         | 335.91     | 19         |        |         |
| 20      | Indonèsia       | Andriyan Andriyan Adityo Putra       | 311.97     | 20         |        |         |